# Aldearrubia
Aldearrubia és un municipi de la província de Salamanca a la comunitat autònoma de Castella i Lleó. Limita al Nord amb Gomecello i Cabezabellosa de la Calzada, a l'Est amb Pitiegua i Babilafuente, al Sud amb Huerta, San Morales i Calvarrasa de Abajo i a l'Oest amb Aldealengua i Moriscos. Aldearrubia pertany a la comarca de Las Villas.

## Demografia
| 1991 | 1996 | 2001 | 2004 |
| ---- | ---- | ---- | ---- |
| 506  | 526  | 523  | 511  |

## Monuments
Església de San Miguel Arcángel (ss. IX-XVII). L'església parroquial d'Aldearrubia va a ser declarada Bé d'Interès Cultural el 29 de Juny de 1993. Amb restes de la seva primitiva construcció del segle ix, gairebé la totalitat de la construcció data del segle xvii. Destaca al seu interior el Crist de l'Esperança.